# 愛媛県立三島病院
愛媛県立三島病院（えひめけんりつみしまびょういん）は、愛媛県四国中央市にあった病院。愛媛県が運営していた。愛媛県の災害拠点病院、エイズ治療拠点病院、第二種感染症指定医療機関の指定を受けていた。2010年3月31日に廃止され、公立学校共済組合へ移譲された。現在は公立学校共済組合三島医療センターとなっている。

## 沿革
- 1946年6月15日 - 日本医療団三島病院として開設[1]。
- 1948年6月1日 - 愛媛県に移管、県立三島病院として発足。一般64床、結核11床。
- 1954年1月18日 - 伊予三島市中之庄町542に移転。一般50床、結核30床。
- 1956年10月1日 - 地方公営企業法全部適用。
- 1975年7月18日 - 条例改正により愛媛県立伊予三島病院となる。
- 1992年4月1日 - 現在地に新築移転。病床数200床。
- 1999年4月1日 - 感染症病床設置。
- 2000年4月1日 - 結核病床廃止。現在の許可病床数となる。
- 2004年4月1日 - 愛媛県立三島病院に改称。
- 2010年3月31日 - 廃止。

## 診療科

### 診療科
- 内科
- 小児科
- 眼科（休止）
- 耳鼻咽喉科（休止）
- 泌尿器科
- 呼吸器科
- 外科
- 整形外科
- 循環器科
- 脳神経外科
- 産婦人科（休止）
- 放射線科
- 麻酔科

### 各部門
- 看護部
- 放射線部
- 検査部
- 薬剤部
- 栄養部
- リハビリテーション部

## 四国中央病院への委譲
近年の医師不足で病院の赤字が続いており、県は三島病院を同じ宇摩圏域の病院である公立学校共済組合四国中央病院へ2010年4月1日に委譲した。四国中央病院は、三島病院を病床数80床、診療科3科からなる三島医療センターとして存続させることを決めている。また、将来的には三島病院に中核病院を建設して四国中央病院との統合も計画されている

## アクセス
- JR四国予讃線伊予三島駅から徒歩で約20分。
- せとうちバス県立三島病院前停留所で下車。

## 周辺
- 愛媛県立看護専門学校
- 四国中央医療福祉総合学院